# 九龍巴士86B線
九龍巴士86B線是香港一條已停辦的日間巴士線，來往顯徑及美孚。此線的起點與終點站雖然與46X線相同，但兩者互不關連，走線及班次也差別極大。

## 歷史
- 1988年5月23日：投入服務，替代86於大埔公路及86A在田心街的服務。
- 1997年12月15日：增派空調巴士行走，收費$5.5。
- 2006年9月27日：改為全空調服務，成為行經大埔公路金山段的巴士路線當中，第二條提供全線空調巴士服務的全日路線（第一條為81）。
- 2009年9月27日：本線聯同72及81線往九龍方向加停大埔公路近沙田嶺路新巴士站，來回方向之豐樂別墅站更名為大埔道眺望處。
- 2010年11月22日：本線聯同72、81及272P線將來回北九龍裁判處站改為薩凡爾藝術設計學院。
- 2012年8月18日：本線聯同72、81及272P線將來回薩凡爾藝術設計學院站改為薩凡納藝術設計大學（香港）。
- 2012年12月1日：大幅改動行車路線，來回程改經青沙公路（沙田段）而不經大埔公路金山段，並改為循環運作，離開青沙公路（南行）後經連翔道、欽州街、元州街、興華街、長沙灣道、青山道（饒宗頤文化館）及青沙公路（北行）後返回原有路線，來回程並繞經美田邨及美林邨，路線編號改稱286X。九巴同時增設81及6／88K的八達通轉乘優惠作為往大埔公路（大埔道至沙田嶺段）的替代。[1][2]

## 服務時間及班次
顯徑開
- 星期一至六：
  - 05:45-07:00：15分鐘一班
  - 07:00-09:10：13分鐘一班
  - 09:10-16:30：16-20分鐘一班
  - 16:30-17:40：14分鐘一班
  - 17:40-00:00：16-20分鐘一班
- 星期日及公眾假期：
  - 05:45-00:00：15-20分鐘一班

美孚開
- 星期一至六：
  - 06:00-07:52：16分鐘一班
  - 07:52-10:02：13分鐘一班
  - 10:02-17:22：16-20分鐘一班
  - 17:22-18:32：14分鐘一班
  - 18:32-00:00：16-20分鐘一班
- 星期日及公眾假期：
  - 06:00-00:00：15-20分鐘一班

## 停辦前車費
全程:$6.1
- 徑口道往顯徑:$5.2

## 停辦前行車里數及時間
全程行車里數：13.9公里
全程行車時間：約52分鐘

## 停辦前行車路線
顯徑開經：車公廟路、田心街、紅梅谷路、美田路、大埔公路－大圍段、松嶺路、大埔公路－大圍段、青沙公路、大埔公路－沙田嶺段、大埔公路－琵琶山段、大埔道、青山道、欽州街、元州街、興華街、長沙灣道及荔枝角道。
美孚開經：長沙灣道、通州西街、青山道、大埔道、大埔公路－琵琶山段、大埔公路－沙田嶺段、青沙公路、美田路、大圍道、大埔公路－大圍段、松嶺路、大埔公路－大圍段、大圍道、美田路、車公廟路、大圍站公共運輸交匯處、美田路、紅梅谷路、田心街及車公廟路。

### 停辦前沿線車站
| 顯徑開 | 顯徑開                     | 顯徑開             | 美孚開 | 美孚開                     | 美孚開               |
| 序號   | 車站名稱                   | 位置               | 序號   | 車站名                     | 位置                 |
| ------ | -------------------------- | ------------------ | ------ | -------------------------- | -------------------- |
| 1      | 顯徑巴士總站               | 顯徑巴士總站       | 1      | 美孚巴士總站               | 美孚巴士總站         |
| 2      | 顯田遊樂場                 | 車公廟路           | 2      | 通州西街                   | 青山道               |
| 3      | 顯耀邨                     | 田心街             | 3      | 汝州西街                   | 青山道               |
| 4      | 隆亨邨                     | 田心街             | 4      | 集輝街                     | 青山道               |
| 5      | 新翠邨                     | 紅梅谷路           | 5      | 興華街                     | 青山道               |
| 6      | 海福花園                   | 美田路             | 6      | 永隆街                     | 青山道               |
| 7      | 積輝街                     | 美田路             | 7      | 東沙島街                   | 青山道               |
| 8      | 美林邨美桃樓               | 大埔公路－大圍段   | 8      | 九江街                     | 青山道               |
| 9      | 松嶺路                     | 松嶺路             | 9      | 薩凡納藝術設計大學（香港） | 大埔道               |
| 10     | 沙田嶺路                   | 大埔公路－沙田嶺段 | 10     | 爾登華庭                   | 大埔道               |
| 11     | 沙田花園                   | 大埔公路－沙田嶺段 | 11     | 郝德傑道                   | 大埔道               |
| 12     | 徑口路                     | 大埔公路－沙田嶺段 | 12     | 石梨貝水塘                 | 大埔公路－琵琶山段   |
| 13     | 六合村                     | 大埔公路－沙田嶺段 | 13     | 九龍水塘                   | 大埔公路－沙田嶺段   |
| 14     | 大埔道眺望處               | 大埔公路－沙田嶺段 | 14     | 大埔道眺望處               | 大埔公路－沙田嶺段   |
| 15     | 九龍水塘                   | 大埔公路－沙田嶺段 | 15     | 六合村                     | 大埔公路－沙田嶺段   |
| 16     | 石梨貝水塘                 | 大埔公路－琵琶山段 | 16     | 徑口路                     | 大埔公路－沙田嶺段   |
| 17     | 郝德傑道                   | 大埔道             | 17     | 沙田花園                   | 大埔公路－沙田嶺段   |
| 18     | 爾登華庭                   | 大埔道             | 18     | 大圍新村                   | 青沙公路             |
| 19     | 薩凡納藝術設計大學（香港） | 大埔道             | 19     | 美林邨美桃樓               | 大埔公路－大圍段     |
| 20     | 營盤街                     | 元州街             | 20     | 松嶺路                     | 松嶺路               |
| 21     | 永隆街                     | 元州街             | 21     | 美林邨                     | 大埔公路－大圍段     |
| 22     | 元州商場                   | 元州街             | 22     | 大圍街市                   | 美田路               |
| 23     | 長沙灣徑                   | 長沙灣道           | 23     | 大圍站                     | 大圍站公共運輸交匯處 |
| 24     | 長荔街                     | 長沙灣道           | 24     | 新翠邨                     | 紅梅谷路             |
| 25     | 美孚巴士總站               | 美孚巴士總站       | 25     | 隆亨邨                     | 田心街               |
|        |                            |                    | 26     | 顯耀邨                     | 田心街               |
| 27     | 顯徑邨顯揚樓               | 車公廟路           |        |                            |                      |
| 28     | 顯徑巴士總站               | 顯徑巴士總站       |        |                            |                      |

## 停辦前客量
本路線由於能往來沙田大圍及深水埗、長沙灣的主要心臟地帶，車費比港鐵便宜及直接，深受沙田區居民歡迎。另外本路線取道大埔道往來西九龍，是沙田區僅有兩條不途經隧道往來九龍市區的對外巴士路線之一（另一條為81號），故此路線沿途有風景觀賞，又可以乘搭本路線到石梨貝水塘觀賞猴子，亦是本路線優勝之處，因此往來金山郊野公園的乘客也佔相當大的比例。此路線已於2012年12月起停辦，由途經青沙公路之新路線286X取代後，觀賞猴子需要用6號線八達通轉乘 81線，或乘坐較昂貴的72號線，直至2013年3月72線提供由石梨貝水塘往長沙灣的分段收費為止。

## 外部連結
- 九巴86B線資料 （页面存档备份，存于）
- 681巴士總站 （页面存档备份，存于）
- i-busnet.com